# Gnaphosa belyaevi
Espèce
Gnaphosa belyaevi est une espèce d'araignées aranéomorphes de la famille des Gnaphosidae.

## Distribution
Cette espèce est endémique de Mongolie. Elle se rencontre dans les monts Tsagaan-Bogd.

## Description
La femelle holotype mesure 12,30 mm.

## Étymologie
Cette espèce est nommée en l'honneur d'A. V. Belyaev.

## Publication originale
- Ovtsharenko, Platnick & Song, 1992 : A review of the North Asian ground spiders of the genus Gnaphosa (Araneae, Gnaphosidae). Bulletin of the American Museum of Natural History, no 212, p. 1-88 (texte intégral).